# Białystok
Pour les articles homonymes, voir Białystok (homonymie).
Białystok (prononciation polonaise : /bʲaˈwɨstɔk/) est la plus grande ville du nord-est de la Pologne et le chef-lieu de la voïvodie de Podlasie, du powiat de Białystok et du powiat-ville de Białystok. Elle est située près des frontières biélorusse et lituanienne. Onzième ville de Pologne par le nombre d'habitants  ainsi que la plus peuplée du quart nord-est de la Pologne, elle comptait 297 356 habitants en 2012. C'est une ville industrielle (industries textiles, alimentaires, chimiques et mécaniques).

## Toponymie
Białystok est appelée Беласток (Bielastok) en biélorusse,  Білосток (Bilostok) en ukrainien, Белосток (Belostok) en russe, Balstogė en lituanien, Bjelostock en allemand, et ביאַליסטאָק (Bialistok) en yiddish.  En français, son nom a pu s'orthographier historiquement Bialistock,,. En espéranto, qui y fut inventé à la fin du XIXe siècle par le docteur Zamenhof, elle se nomme Bjalistoko.

## Histoire

### Époque moderne

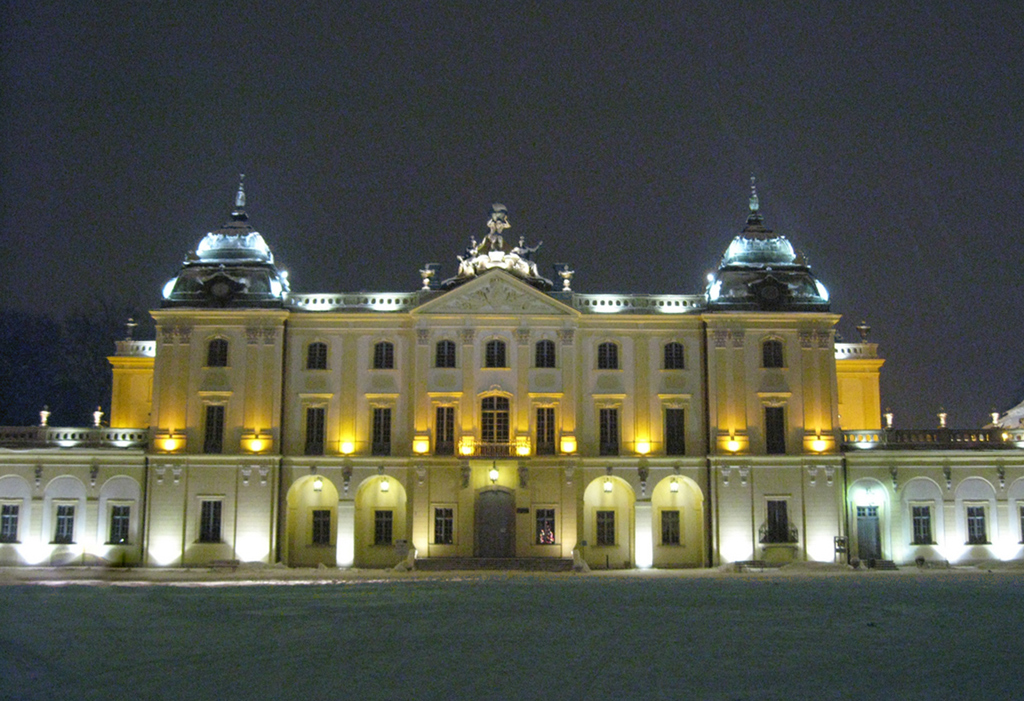
Palais Branicki.

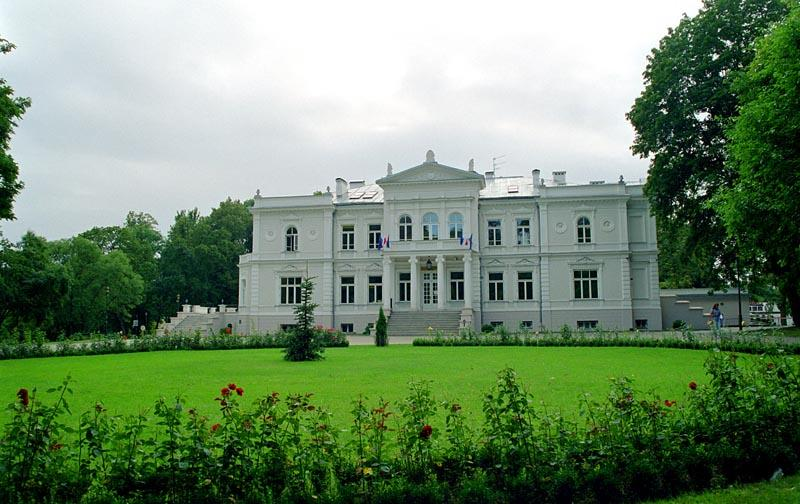
Palais Lubomirski.

Fondée par Gediminas, la ville apparaît dans des sources historiques en 1437 lorsque la région située près de la rivière Biala est offerte à Raczko Tabutowicz par le grand-duc de Lituanie Casimir IV Jagellon. En 1547, la ville devient la possession de la famille des Wiesiołowski qui y construisent un château en briques et une église. À la mort de Krzysztof Wiesiołowski (en), le dernier des Wiesiołowski en 1645, Białystok est incorporée au grand-duché de Lituanie. En 1661, elle est donnée à Stefan Czarniecki comme récompense pour sa contribution à la victoire contre les Suédois. Quatre ans plus tard, il la donne à la famille Branicki, comme dot de sa fille Aleksandra.
Białystok reçoit sa charte de ville en 1749.
Dans la deuxième moitié du XVIIIe siècle, le chef de guerre Jan Klemens Branicki hérite de la région de Białystok. C'est lui qui transforme la vieille demeure préexistente en résidence d'un grand noble, le palais Branicki. De nombreux artistes et scientifiques viennent alors à Białystok pour se placer sous le patronage de Branicki.
Après la troisième partition de la Pologne en 1795, Białystok est rattachée au royaume de Prusse (chef-lieu de département de la province de Nouvelle-Prusse-Orientale), avant de passer à la Russie après la paix de Tilsit en 1807.
Durant le XIXe siècle, la ville devient un centre majeur de l'industrie textile. La population passe alors de 13 787 habitants en 1857 à 56 629 en 1889 et 65 781 en 1901.
En 1889, le recensement comptabilise 56 629 habitants dont 48 552 juifs (86 %), 3 347 catholiques (6 %), 2 366 protestants (4 %), 2 242 orthodoxes (4 %) et 22 musulmans. La ville compte deux synagogues (la Grande Synagogue et la Synagogue Piaskover) et trente-neuf maisons de prière juives, une église orthodoxe, une église catholique, une église luthérienne. La ville possède aussi deux théâtres, une école secondaire moderne (Realschule), un institut d'enseignement pour jeunes filles de la noblesse, une école primaire et secondaire d'ouïezd, plusieurs écoles paroissiales et écoles juives, deux écoles privées, un dispensaire, une clinique juive, un hôpital militaire, etc. Le grand marché annuel se tient tous les ans le 24 juin (dans le calendrier julien).

### XXesiècle

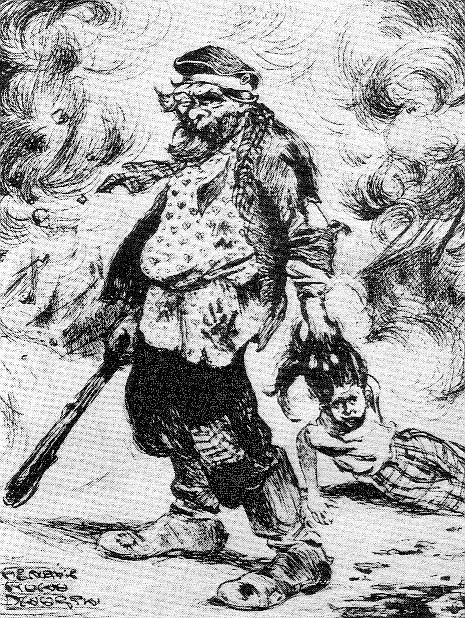
Pogrom de Bialystok en 1906, vu par Henryk Nowodworski.

Pour les Juifs de la ville, l'Empire russe se montra moins tolérant que la Pologne ou la Prusse, et en 1906 ils furent frappés par un pogrom durant lequel plus de 100 d'entre eux furent massacrés et de nombreux autres blessés. La communauté juive de Białystok, formant alors les trois-quarts des habitants, survécut jusqu'à la Seconde Guerre mondiale.
Lors de la Première Guerre mondiale, la ville est violemment bombardée pour la première fois le 20 avril 1915. Le 13 août de la même année, les troupes allemandes occupent la ville, qui est rattachée à la région d'occupation Ober Ost. En mars 1918, la ville fait partie de la République populaire biélorusse nouvellement proclamée. En juillet de la même année, elle est rattachée à la province allemande de Lituanie au sein de l’Ober Ost. Le 19 février 1919, la ville devient polonaise. En 1920, lors de l'invasion soviétique pendant la guerre russo-polonaise, Białystok sert brièvement de quartier général au Comité révolutionnaire provisoire polonais dirigé par Julian Marchlewski, qui tente de créer une République socialiste soviétique de Pologne.

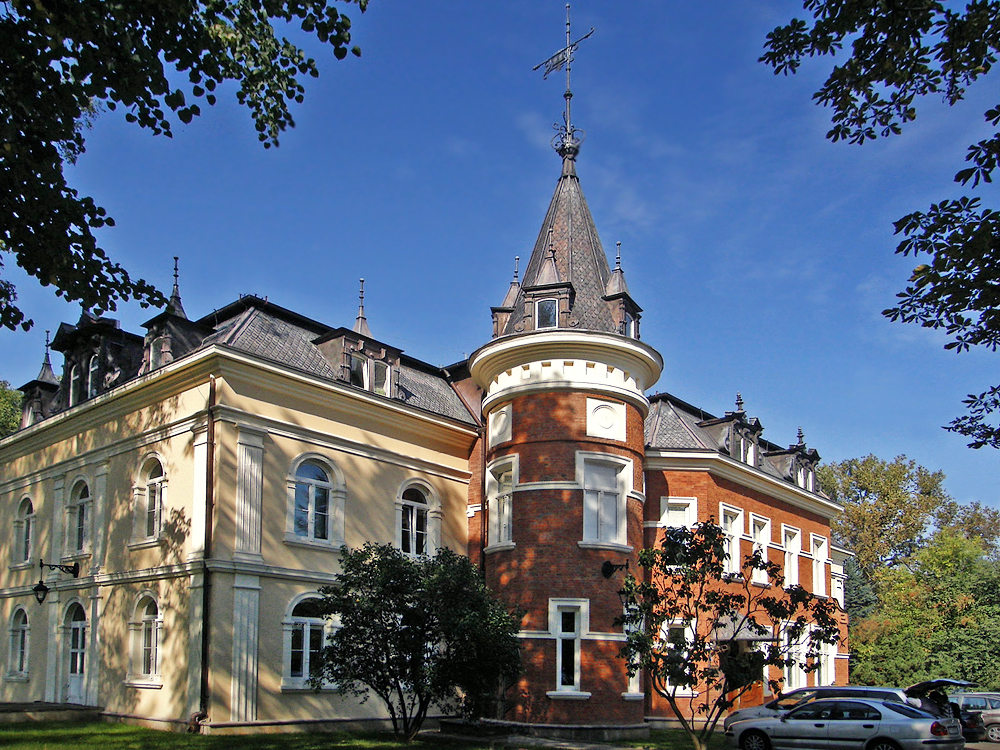
Palais Hasbach.

La ville fait ensuite à nouveau partie de la Pologne indépendante de 1920 à 1939. En septembre 1939, Białystok est occupée par l'armée allemande, avant d'être remise à l'Union soviétique, comme prévu par le protocole secret du Pacte germano-soviétique. La ville est alors rattachée à la République socialiste soviétique de Biélorussie, devient la capitale de la nouvelle voblast de Belastok, et subit la déportation par le NKVD vers le Goulag des citoyens qui avaient servi l'État polonais (fonctionnaires, enseignants, juges, forces de l'ordre), des prêtres et des possédants (propriétaires de terres, d'industries ou de commerces), conformément à la politique de terreur rouge de Staline.

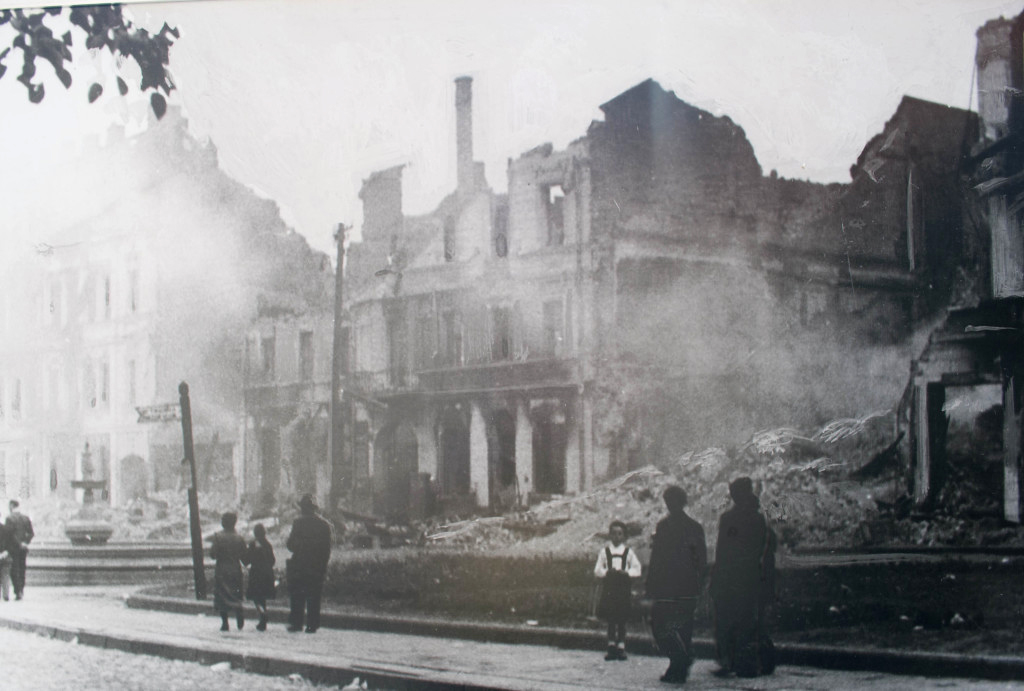
Białystok en 1941.

Le 27 juin 1941, cinq jours après le début de l'opération Barbarossa, Białystok tombe aux mains de l'Allemagne nazie. La région devient le « Bezirk Bialystok »  (district de Bialystok) dirigée à partir d'août 1941 par le « Commissaire civil » Erich Koch, également gauleiter de Prusse Orientale et « Commissaire du Reich » d'Ukraine. La région subit le pillage, la déportation et l'extermination par la Gestapo de la population non-allemande de la ville, conformément à la politique raciale des nazis, selon laquelle slaves et juifs sont des « sous-hommes » à réduire en esclavage et à liquider. Entre autres, accusés d'avoir soutenu l'URSS, plus de 2 000 Juifs (hommes, femmes et enfants) sont massacrés par le 309e bataillon allemand de police, cinq cents d'entre eux enfermés dans la synagogue et brûlés vifs. Ce massacre survient trois jours après celui de Garsden. Les 56 000 Juifs sont regroupés dans le ghetto de la ville. Leur extermination débute au mois d'août 1941. Le 15 août 1943 éclate le soulèvement du ghetto de Białystok, qui ne dure que quelques jours avant d'être écrasé.
C'est dans cette ville que se suicide Henning von Tresckow, le 21 juillet 1944, après l'échec de son attentat contre Adolf Hitler, le 20 juillet 1944.
Durant les discussions des Alliés sur la question polonaise de 1943 à 1945, Białystok est revendiquée par l'URSS mais finalement attribuée à la république populaire de Pologne. 

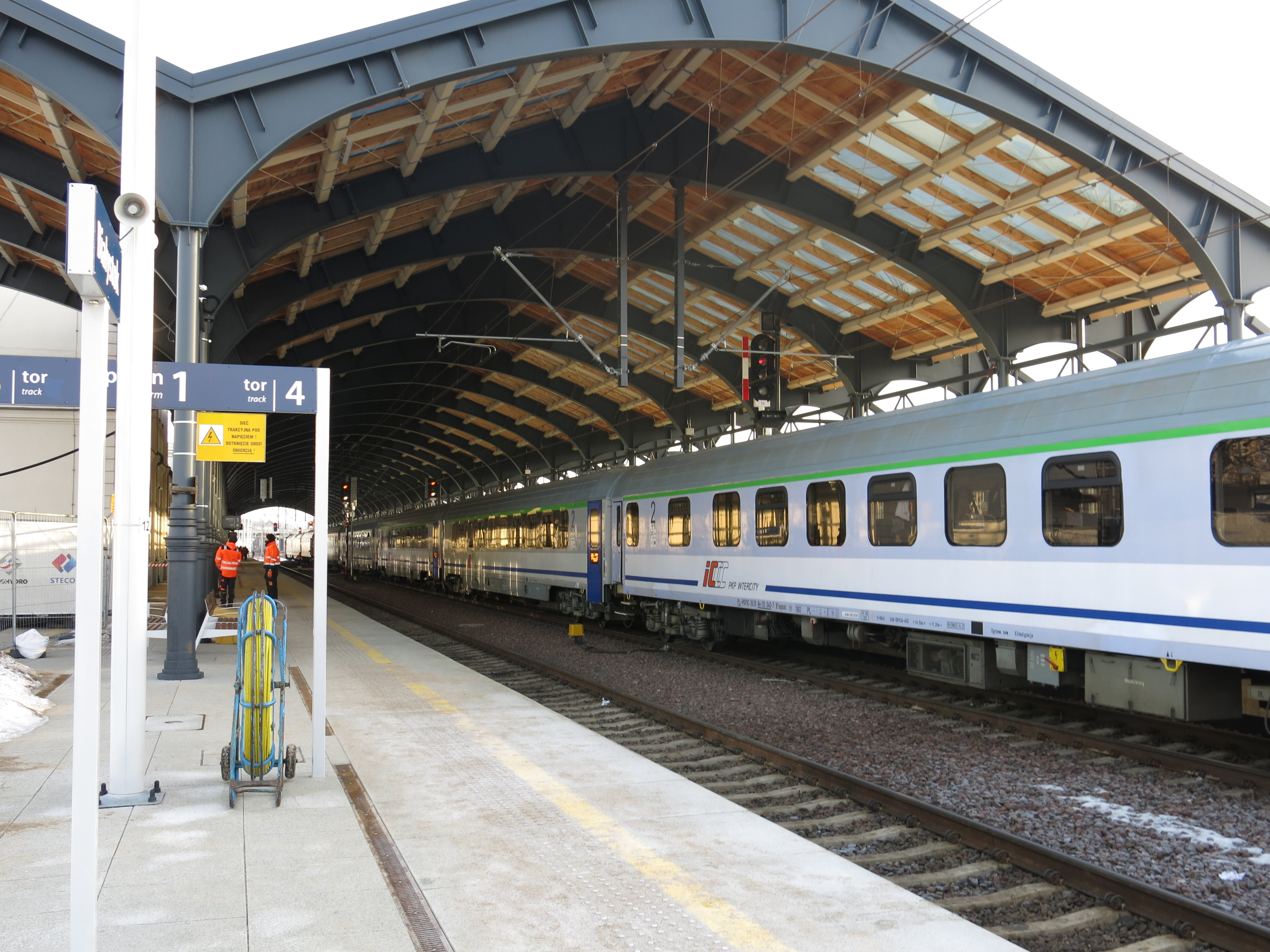
Gare ferroviaire.

La ville retrouve la démocratie et les libertés civiles en 1989, lors de l'instauration de la république de Pologne (Troisième République). Une université est ouverte en juin 1997. En 2008, elle accueille plus de 15 000 étudiants.

## Démographie

Population, et genre (%).

### Évolution
Évolution de la population de la ville depuis 1946 :
- 1946 -   56 759
- 1950 -   68 500
- 1960 -  121 000
- 1970 -  168 000
- 1980 -  224 000
- 1990 -  270 500
- 2000 -  285 500
- 2004 -  295 000
- 2019 -  297 356

### Minorités

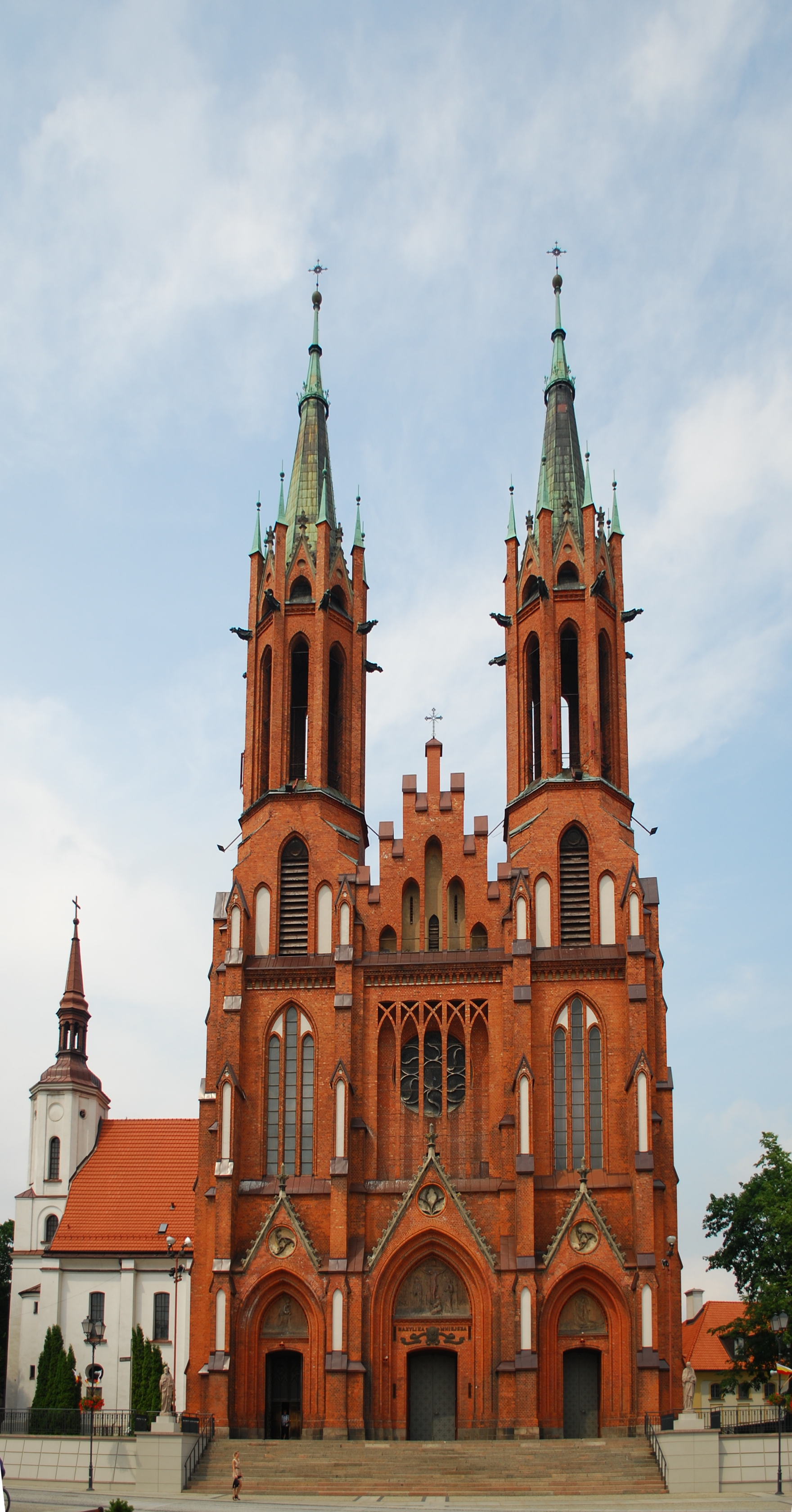
Cathédrale de l'Assomption.

Depuis le XVe siècle et jusqu'à  la Seconde Guerre mondiale, la population de la ville était composée aux trois-quarts de Juifs, qui ont presque tous été exterminés par les nazis durant la Shoah. Actuellement la ville compte trois minorités principales : entre 10 000 et 15 000 Russes, 7 500 Biélorusses et 1 800 Tatars baltiques.

## Religions
Un évêché catholique a été établi à Białystok le 5 juin 1991. Auparavant, la ville dépendait de l'archevêché de Vilnius, en Lituanie. Le 25 mars 1992, l'évêché est transformé en archevêché ayant autorité sur deux évêchés : celui de Drohiczyn et celui de Łomża.
Białystok est le siège de la Cathédrale de l'Assomption (Białystok)
La ville est célèbre pour son Sanctuaire de la Miséricorde Divine avec les reliques principales de Michał Sopoćko.
En outre, Białystok a la particularité d'avoir en son sein la plus large concentration de chrétiens orthodoxes en Pologne. La ville est le siège de l'éparchie de Białystok et Gdańsk.

## Climat
| Mois                                             | jan.       | fév.       | mars      | avril     | mai       | juin      | jui.     | août      | sep.      | oct.       | nov.       | déc.       | année      |
| ------------------------------------------------ | ---------- | ---------- | --------- | --------- | --------- | --------- | -------- | --------- | --------- | ---------- | ---------- | ---------- | ---------- |
| Température minimale moyenne (°C)                | −5,4       | −4,9       | −2,4      | 2,2       | 6,8       | 10,3      | 12,6     | 11,6      | 7,7       | 3,6        | 0,2        | −3,6       | 3,2        |
| Température moyenne (°C)                         | −2,8       | −1,9       | 1,7       | 7,9       | 13,1      | 16,4      | 18,4     | 17,5      | 12,6      | 7,4        | 2,7        | −1,2       | 7,6        |
| Température maximale moyenne (°C)                | −0,4       | 1,1        | 6,1       | 13,6      | 19,2      | 22,2      | 24,3     | 23,7      | 18,1      | 11,7       | 5,2        | 1          | 12,1       |
| Record de froid (°C) date du record              | −35,4 1987 | −32,9 1970 | −24 1987  | −8,3 1981 | −4,5 1980 | −0,2 1991 | 4,2 1995 | 0,2 1966  | −5,1 1986 | −11,2 1956 | −20,7 1965 | −29,3 1996 | −35,4 1987 |
| Record de chaleur (°C) date du record            | 11,4 2007  | 16,4 1990  | 21,8 1968 | 29,3 2012 | 31,7 1958 | 32,8 2021 | 36 1959  | 35,2 1992 | 33,6 2015 | 25,4 1966  | 18,5 2014  | 13,8 1961  | 36 1959    |
| Ensoleillement (h)                               | 38,1       | 57,4       | 122,1     | 185,7     | 254,1     | 259,3     | 256,9    | 250,5     | 161,8     | 102,1      | 38,4       | 28,9       | 1 755,3    |
| Précipitations (mm)                              | 33,8       | 31,4       | 34,6      | 37,7      | 69,1      | 65,4      | 86,5     | 69,4      | 56        | 47,2       | 39,2       | 39,9       | 610,2      |
| dont neige (cm)                                  | 226,4      | 258,4      | 142,2     | 17,6      | 0         | 0         | 0        | 0         | 0         | 1,9        | 26,6       | 110,2      | 783,3      |
| Nombre de jours avec précipitations              | 8,9        | 8          | 8,1       | 7,6       | 9,6       | 9,4       | 10,4     | 8,3       | 8,6       | 8,2        | 8,9        | 8,9        | 104,9      |
| dont nombre de jours avec précipitations ≥ 10 mm | 0,3        | 0,3        | 0,4       | 0,8       | 1,9       | 2,1       | 2,7      | 2,1       | 1,5       | 1          | 0,7        | 0,7        | 14,5       |
| Humidité relative (%)                            | 88,4       | 85,1       | 77,8      | 69,8      | 71,2      | 73,1      | 75,4     | 77,2      | 82,5      | 85,5       | 90         | 90,4       | 80,5       |
| Nombre de jours avec neige                       | 19,6       | 17,8       | 10        | 1,3       | 0         | 0         | 0        | 0         | 0         | 0,6        | 5          | 14,4       | 68,8       |

| Diagramme climatique                                  |             |             |             |             |              |              |              |           |             |            |           |
| J                                                     | F           | M           | A           | M           | J            | J            | A            | S         | O           | N          | D         |
| −0,4−5,433,8                                          | 1,1−4,931,4 | 6,1−2,434,6 | 13,62,237,7 | 19,26,869,1 | 22,210,365,4 | 24,312,686,5 | 23,711,669,4 | 18,17,756 | 11,73,647,2 | 5,20,239,2 | 1−3,639,9 |
| Moyennes : • Temp. maxi et mini °C • Précipitation mm |             |             |             |             |              |              |              |           |             |            |           |

## Personnalités

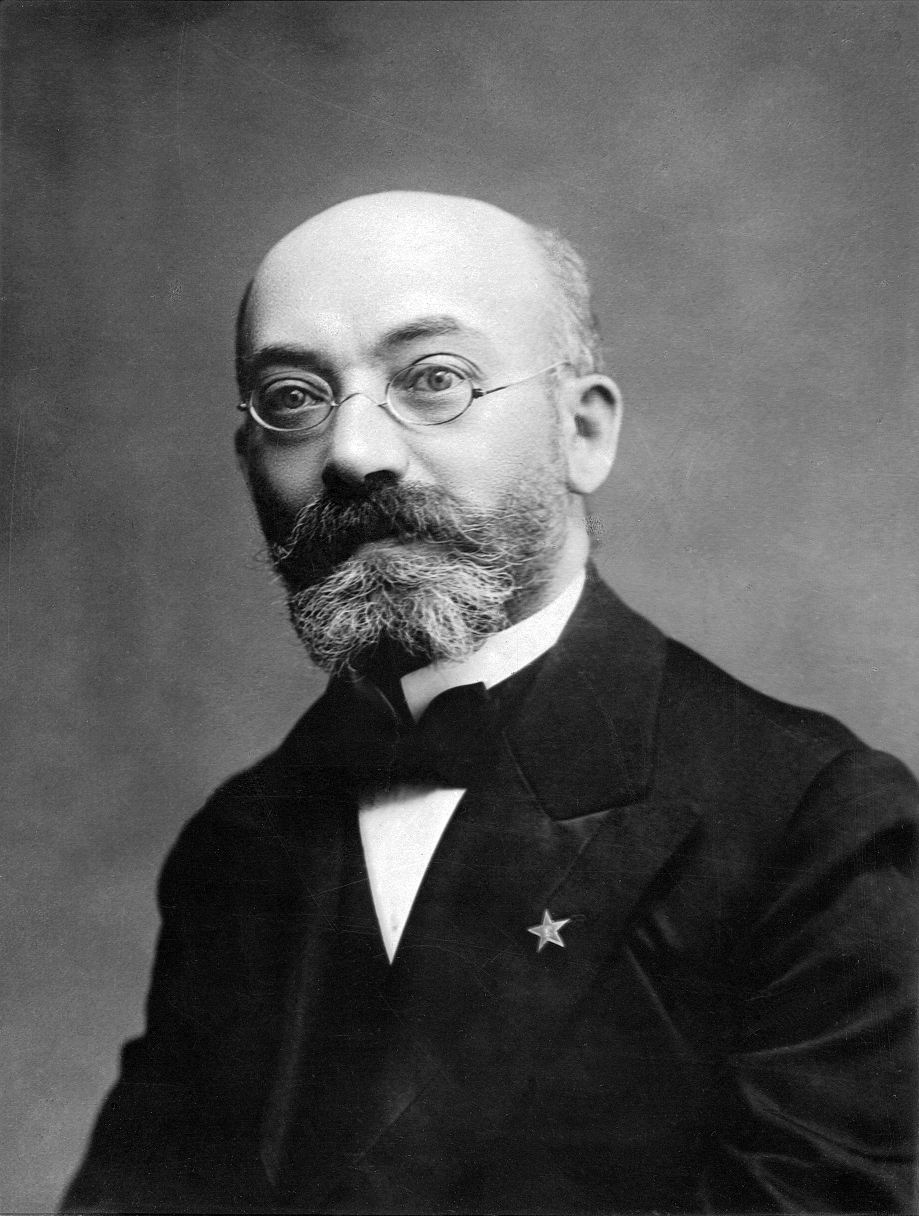
Louis-Lazare Zamenhof, inventeur de l'esperanto.

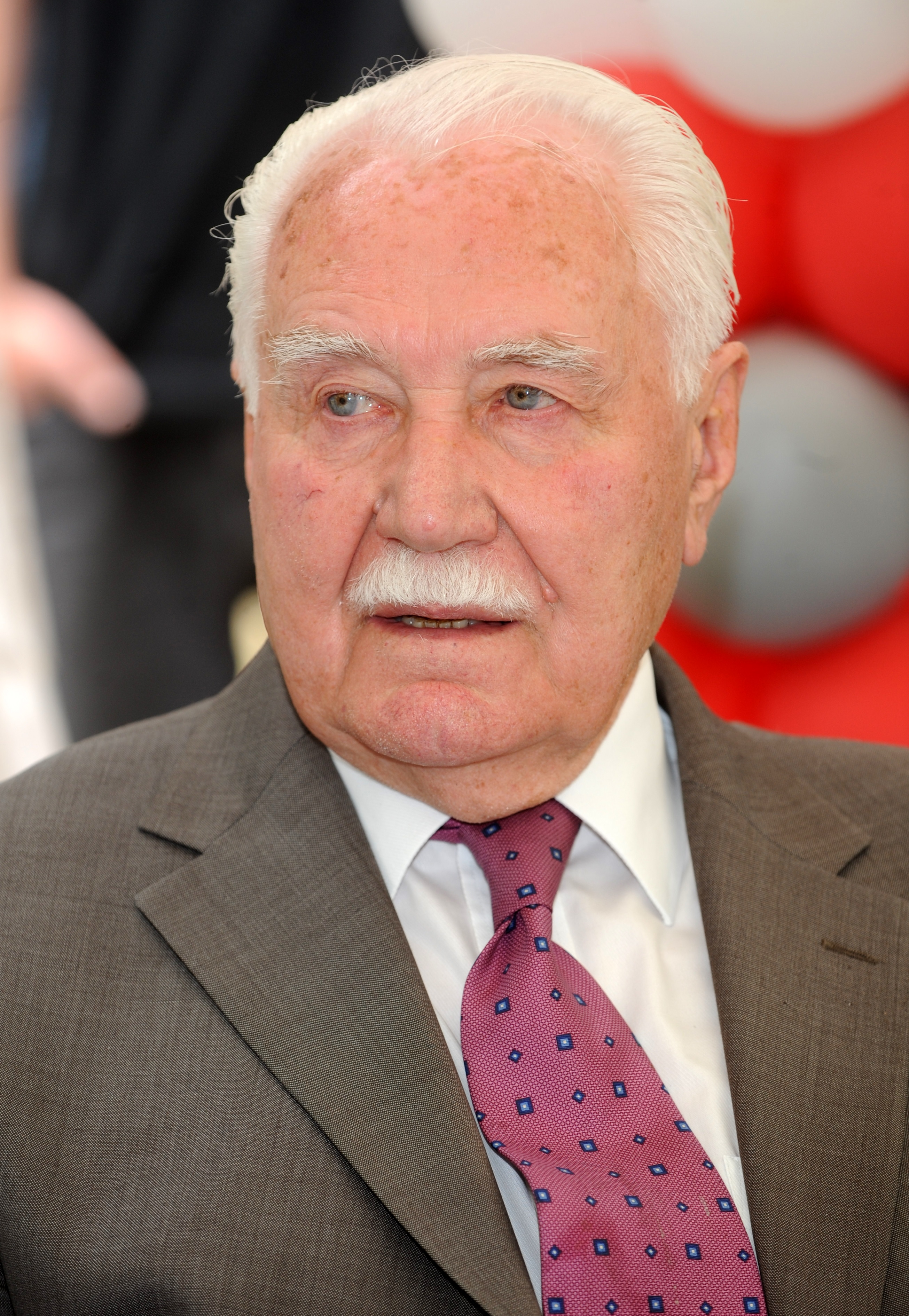
Ryszard Kaczorowski, président du gouvernement polonais en exil.

- Louis-Lazare Zamenhof, hyperpolyglotte, ophtalmologue, né à Białystok le (15 décembre 1859 - 14 avril 1917), de langue maternelle yiddish et russe, et de confession juive. Il est connu pour avoir établi et publié en 1887 les bases de la langue internationale équitable espéranto, qui compte plusieurs millions de locuteurs dans le monde. Le nom de cette langue vient de son pseudonyme, Doktoro Esperanto, « Docteur qui espère ».
- Michał Sopoćko (1888-1975), prêtre et confesseur de sainte Faustine Kowalska
- Ryszard Kaczorowski, sixième et dernier président du gouvernement polonais en exil,
- Yakov Perelman, auteur russe de confession juive et professeur de mathématiques et de physique
- Dziga Vertov, cinéaste soviétique d'origine juive et auteur du très célèbre L'Homme à la caméra (1929),
- Simon Segal, peintre figuratif d'origine juive de l'École de Paris,
- Izabella Dorota Skorupko, actrice que l'on a pu voir dans GoldenEye aux côtés de Pierce Brosnan.
- Fabio Grobart (alias Antonio Blanco, né Abraham Simjovitch à Białystok le 30 août 1905 et mort à Cuba le 22 octobre 1994), d'origine juive, membre fondateur du Parti communiste cubain
- Anne Aknin (1922-2017) (francisé Anne Aquenin) artiste peintre française d'origine juive y est née.
- Aleksander Abłamowicz (1932-2011), universitaire polonais y est né.
- Piotr Szczęsny (1963-2017), chimiste polonais immolé par le feu le 29 octobre 2017 pour protester contre la politique du parti PiS et du gouvernement polonais, y est né.
- Albert Sabin (1906-1993), médecin américain créateur du premier vaccin oral contre la poliomyélite.
- Hans Ziglarski (1905-1975), boxeur allemand, vice-champion olympique.

## Événements
Du 25 juillet au 1er août 2009, Białystok accueille le 94e congrès mondial d'espéranto en l'honneur du 150e anniversaire de la naissance du docteur Zamenhof, initiateur de cette langue internationale.
Le 20 juillet 2019, une marche de l'égalité, première du genre à Białystok, se déroule sous protection policière en raison d'importantes manifestations homophobes organisées par des militants nationalistes et ultracatholiques, dont l'une à l'initiative du préfet de la région, membre du parti conservateur Droit et Justice (PiS) au pouvoir. Des militants nationalistes projettent contre les manifestants des pétards, des pierres et des bouteilles.

## Sports

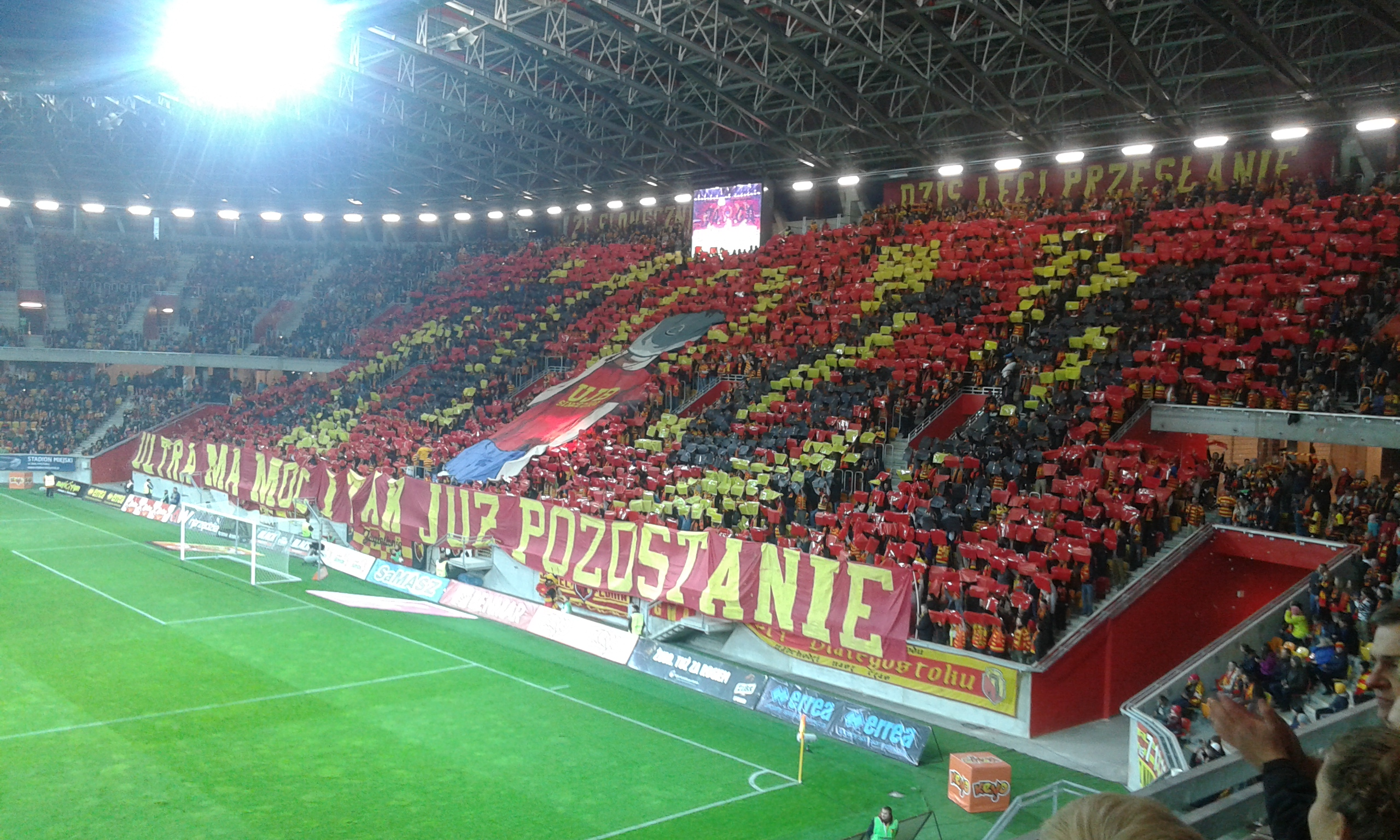
Stade municipal de Białystok.

- Jagiellonia Białystok (club professionnel polonais de football)
- Hetman Białystok (club polonais de football)

## Jumelages
La ville de Białystok est jumelée avec :
- Hrodna (Biélorussie)
- Kaliningrad (Russie)
- Pskov (Russie)
- Kaunas (Lituanie)
- Jelgava (Lettonie)
- Eindhoven (Pays-Bas)
- Milwaukee (États-Unis)

## Panorama

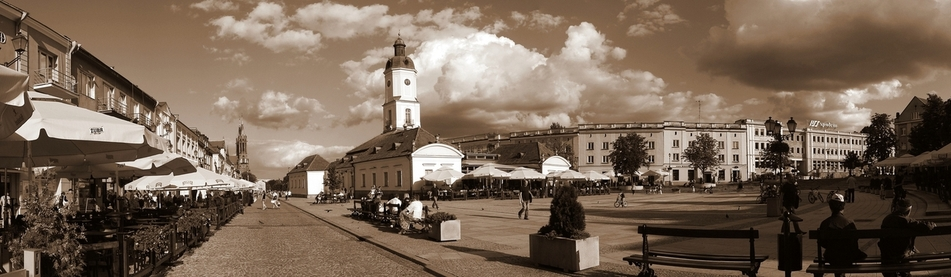
Place du Marché de Tadeusz Kościuszko avec son hôtel de ville (Ratusz).

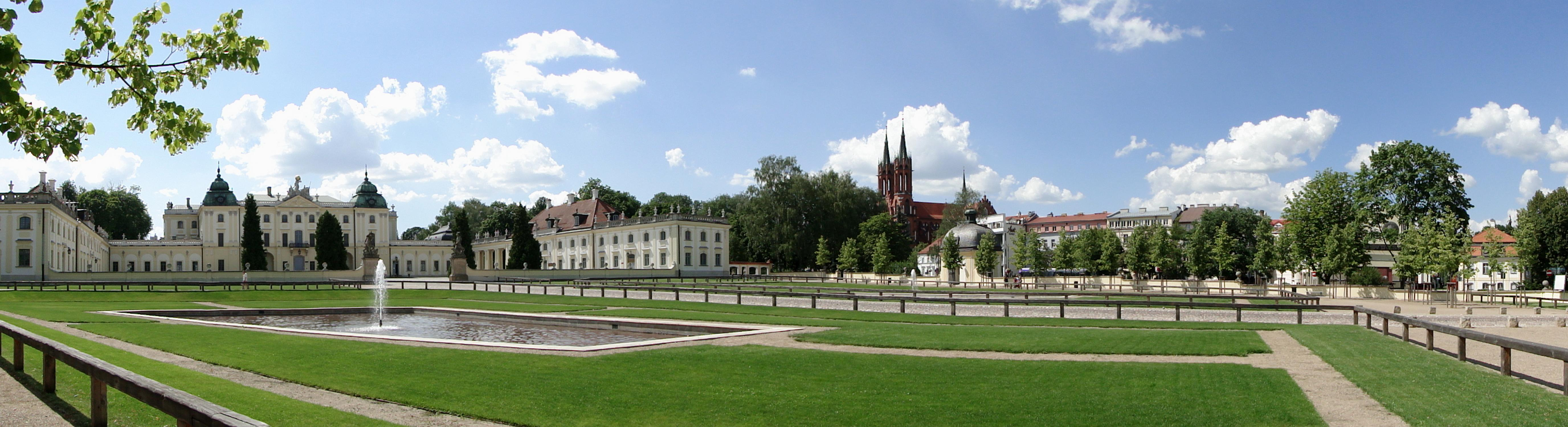
Palais Branicki.